# Villa Melzi (Vaprio d'Adda)

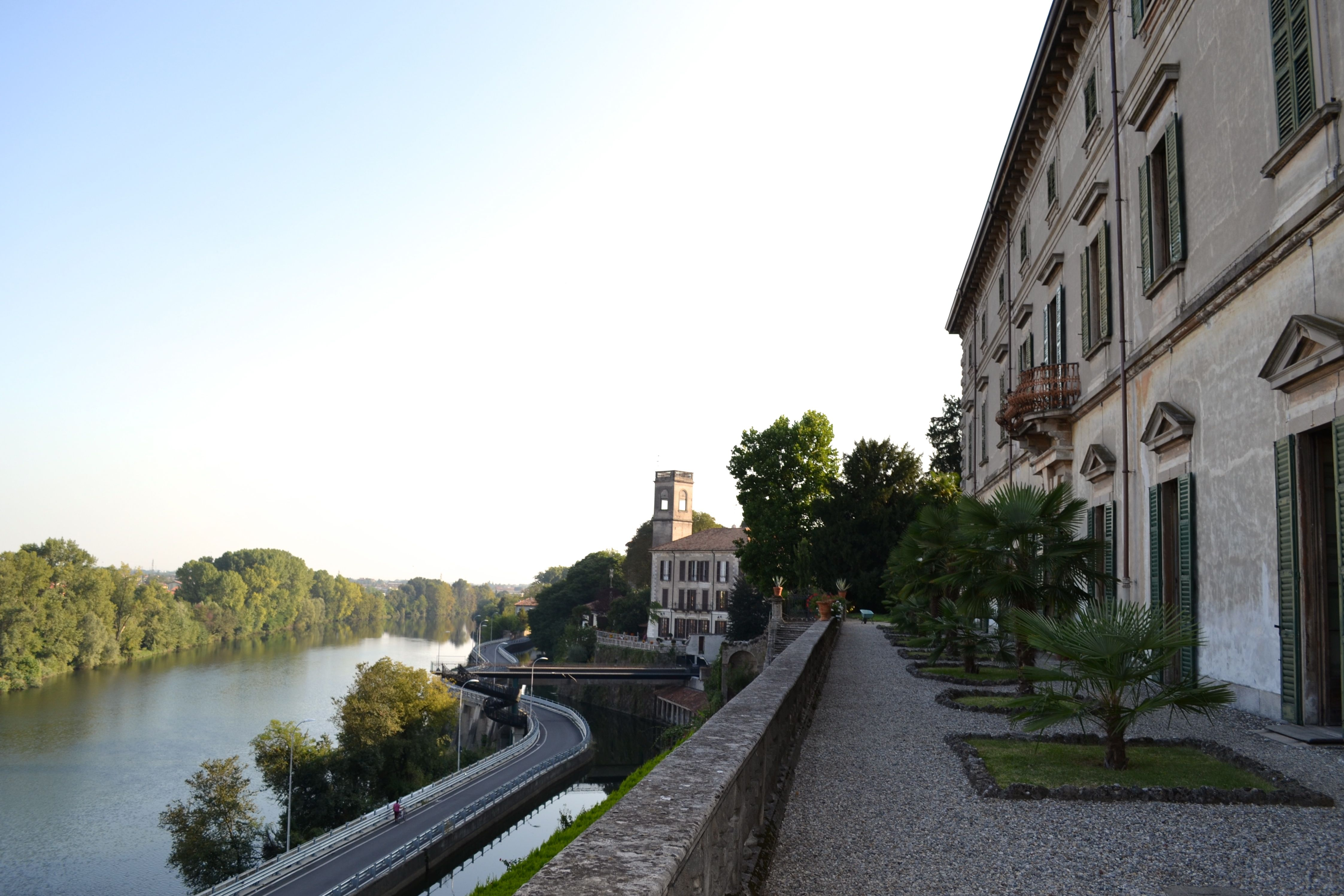
Villa Melzi affacciata sull'Adda

La villa Melzi è una villa residenziale della famiglia Melzi affacciata sul fiume Adda nel comune di Vaprio d'Adda, nella città metropolitana di Milano.

## La villa nei secoli XV e XVI
Sul luogo erano presenti fabbriche militari difensive sul confine tra Ducato di Milano e Repubblica di Venezia, collocate in corrispondenza del traghetto che consentiva l'attraversamento del fiume, con conseguente passaggio di merci e viaggiatori. 
Giovanni Melzi, conte palatino, acquistò il terreno insieme ad una estesa tenuta irrigua circostante e fece costruire nel 1482 una residenza nobiliare, affacciata, sopra tre terrazzature, sul fiume Adda, dandole una configurazione più di tipo politico-strategico che come centro amministrativo fondiario. 
La Villa Gerolamo Melzi, pronipote di Giovanni, ospitò tra il 1511 e il 1513 Leonardo da Vinci, che vi realizzò dei disegni oggi conservati presso la Biblioteca Ambrosiana e a Windsor relativi alla proposta di un grandioso restauro dell'edificio, non eseguito, in cui prevale l'aspetto scenico in chiave di maturo classicismo. 
La villa, durante tutto il Cinquecento, conservava disegni e macchine di Leonardo da Vinci lasciate a Giovanni Francesco, il figlio di Gerolamo il quale, seguendo il progetto di Leonardo da Vinci, avrebbe compilato a Vaprio d'Adda il Trattato della pittura o Libro di pittura.

## La villa nei secoli XVII e XVIII
Alla fine del Cinquecento la villa raggiunse la sua forma definitiva, tuttora mantenuta, di un classicismo austero con richiami all'architettura romana, con le facciate rinserrate tra il bugnato angolare e il chiaroscuro dei mensoloni di gronda.
Nella villa passarono importanti personalità, che attraversavano l'Adda per entrare nello stato milanese: nel 1598 Margherita d’Austria, promessa sposa al re Filippo III di Spagna; nel 1708 Elisabetta Cristina di Brunswick-Wolfenbüttel, in viaggio per le nozze con l'imperatore Carlo VI d'Asburgo.  Nel 1716 venne accolto il governatore della Lombardia Karl di Löwenstein.
Sullo scorcio del Settecento la villa fu anche residenza di villeggiatura di Ercole III d'Este e di sua figlia Maria Beatrice d'Este.
La villa è stata rappresentata nelle vedute di Vaprio d'Adda di Gaspar van Wittel e di Bernardo Bellotto: la riviera del fiume rappresentò il luogo di villeggiature e "delizia" del Ducato di Milano nel Settecento e Ottocento.
Continua ad appartenere alla famiglia Melzi d'Eril.